# جواو فيكتور أندرادي كايتانو
جواو فيكتور أندرادي كايتانو (بالبرتغالية: João Victor Andrade Caetano‏) هو لاعب كرة قدم برازيلي، ولد في 24 يونيو 1999 في ريو دي جانيرو في البرازيل. لعب مع نادي كورينثيانز.

## وصلات خارجية
- جواو فيكتور أندرادي كايتانو على موقع رابطة كرة القدم اليابانية للمحترفين (اليابانية)
- جواو فيكتور أندرادي كايتانو على موقع قاعدة بيانات كرة القدم.إي يو (الإنجليزية)
- جواو فيكتور أندرادي كايتانو على موقع Soccerway.com (الإنجليزية)